# Волинь

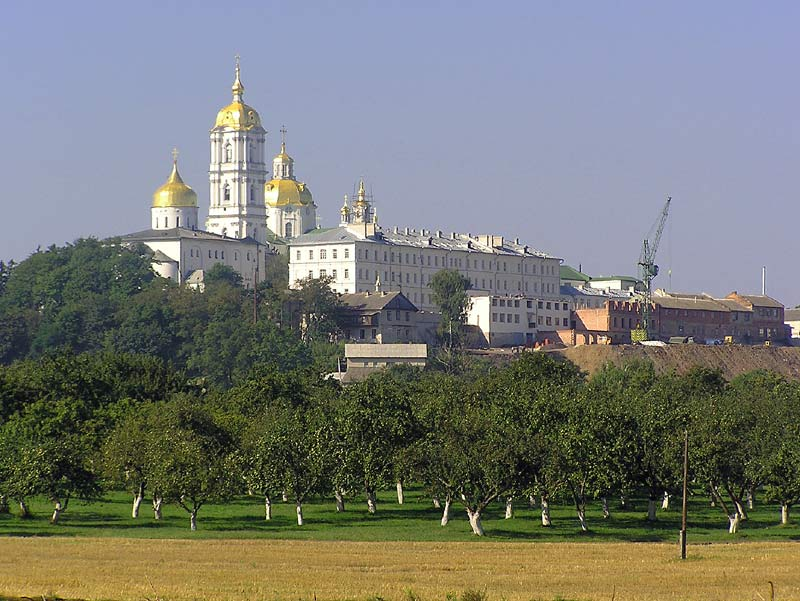
Свято-Успенська Почаївська Лавра, Почаїв, Тернопільська область.

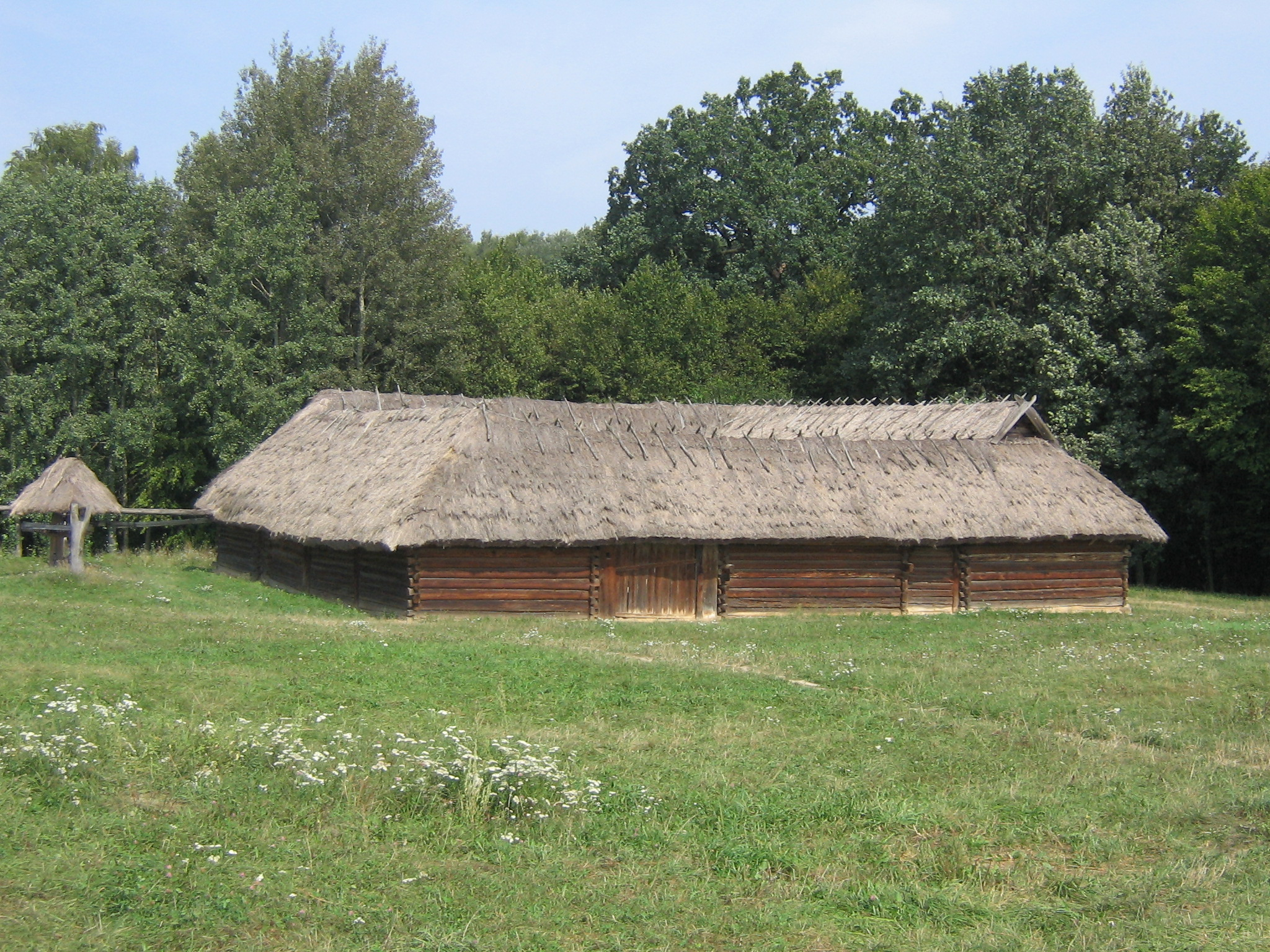
Музей народної архітектури та побуту України, окружний двір із села Солов'ї, Волинська область.

50°44′20″ пн. ш. 25°19′24″ сх. д. / 50.738888888889° пн. ш. 25.323333333333° сх. д.
Воли́нь — історично-культурна область, територія на північному заході сучасної України в басейні південних приток Прип'яті і верхів'ях Західного Бугу (його правих приток). За сучасним адміністративним поділом це територія Волинської, Рівненської, західної частини Житомирської, північної частини Львівської, Тернопільської і Хмельницької областей, між річкою Західний Буг і верхньою течією річки Тетерів — притоки Дніпра. У ранньому середньовіччі охоплювала також терени Холмщини і Підляшшя. В VII—IX ст. заселена дулібами, бужанами, волинянами, також білими хорватами.

## Географія
Волинь межує на півночі з Поліссям, на півдні з Поділлям і Галичиною. Східним і західним кордоном вважаються річки Уж і Західний Буг. Охоплює сучасні Волинську і Рівненську області, західну частину Житомирської (Звягель) і північну частину Тернопільської (Кременецький район, Збараж) та Хмельницької (Шепетівка) областей. У ширшому розумінні до Волині можна зарахувати південну частину Берестейської області Білорусі, східну частину Люблінського воєводства Польщі і північну частину Львівської області (Белз).
Територія Волині складається із двох основних територій із принципово різними ландшафтами. У північній частині знаходиться Волинське Полісся, а в південній частині — Волинська височина (власне Волинь). Межа проходить по лінії Любомль—Ковель—Рівне—Коржець. На південь від Волинської височини знаходиться западина, відома як Мале Полісся.

## Назва
Назва «Волинь» як означення території вперше з'явилася у літописі 1077 року (див. «волиняни»).
Деякі історики вважають, що назва походить від міста «Велинь» або «Волинь», про яке згадують давні літописи. Місто Волинь розташовувалось більш як за 20 кілометрів на захід від нинішнього Володимира, поблизу гирла річки Гучви, яка впадає в Західний Буг. Від назви міста походить і назва краю та племені, що його населяло.
Схожа думка була і в найвідомішого польського історика Яна Длугоша, у текстах якого повідомляється, що назва регіону Волинь походить від назви однойменної фортеці, яка була розташована у місці впадіння річки Гучви у Західний Буг, а точніше у селі Грудек (теперішня назва Грудек-над-Бугом, біля Грубешева, зараз це територія Польщі).
Деякі етимологи вважають, що назва споріднена з назвою чеського містечка Волині (чеськ. Volyně), чи назви острова Волін (нім. Wollin) у Померанії (захоплене німцями у західних слов'ян) від якого західнослов'янське плем'я волинян носило свою назву до IX століття нашої ери.
За версією О. О. Шахматова, назва «Волинь» походить від німецького walhōs готського Walhs, давньо-верхньо-німецького walah, walh, середньо-верхньо-німецького walch зі значенням «чужий, кельт, представник романських народів», середньо-нижньо-німецького wale «іноземець», які, у свою чергу, походять від кельтського етноніма Volcae, згаданого ще в творах Цезаря, і споріднені назвам Вельс, гели, Галлія.
З-поміж інших етимологій, артикульованих лінгвістами, слід згадати наступні:
1. Похідне від слов'янського апелятива «волъ»; дослівно — «Волова країна».
2. Похідне від гідроніма Велія (Вілія) — лівої притоки Горині.
3. Похідне від литовського «uola» — «скеля».
4. Субстантивований посесив на *-j(ь) від слов'янського антропоніма Велин (Велинь).
5. Похідне від слов'янського кореня «вол» (наприклад, у складі слів «воло», «волдир»); дослівно — «Горбкувата країна».
6. Похідне від праслов'янського кореня «вол/вел/въл» — «мокрий, вологий»; дослівно — «заболочений край». Цю етимологію підтримує переважна більшість лінгвістів та істориків.

## Волинь на географічних картах
1540 р. (з 1568 р. нова редакція).Себастьян Мюнстер ; карта — «POLONIA ET VNGARIA XV NOVA TABVLA» (Нова карта Польщі та Угорщини). Вперше ця карта була надрукована в «Географії Птолемея» (редакція Себастьяна Мюнстера). Мапа цікава тим, що на ній чи не вперше присутні регіональні назви українських земель:Volhinia (Волинь), Pokutze (Покуття), Rvssia (Русь; між р. Західний Буг та р. Сян) зі Львовом (Leopol), Podolia (Поділля), Codimia (Кодимія), Bessarabia (Бессарабія), Tartaria minor (Мала Татарія), Tartaria Przecopen[sis] (Перекопська Татарія) (останні дві території належать до Північного Причорномор'я і Кримського півострова).
1613 р. Карта Радзивіла (Карта Великого князівства Литовського) займає важливе місце в українській історичній картографії та одночасно є перше картографічне джерело у XVII ст., де використана назва «Україна». В тій частині карти, що охоплює українські землі, позначені: Полісся (Polesia), Близька Волинь (Wolynia citerior), Далека Волинь, яку звали також Україною та Низом (Volynia ulteririor, quae tum Vkraina tum Nis ab altis vocitatur), Підляшшя (Podlachia), Червона Русь (Rufsia rubra), Покуття (Pokutiœ Pars), Поділля (Podolia), частина Сіверського князівства (Severiensis Pars)..
1655 р. Нікола Сансон. Карта — «Estats De La Couronne De Pologne ou sont les Royaume de Pologne, Duches et Provinces De Prusse, Cuiave, Mazovie, Russie Noire &c Duches De Lithuanie, Volynie Podolie &c. De L'Ukraine &c … 1655» (Карта Польського королівства…). Назва Ukraine накладається на назву Volynie, охоплює Правобережну та Лівобережну Україну, від Києва до гирла Дніпра (Чорного моря). На карті топонім Dikia Pole (Дике Поле) міститься на лівобережжі Сіверського Дінця. У картуші позначено назви українських воєводств. Серед українських земель виділено: Чорну Русь (Russie Noire) — територія Західної України; Поділля (Podolie); Волинь (Volynie), яка займає Правобережжя і Лівобережжя.
1657 р. Уго Аллард. Карта «Nova totius Regni Poloniae, Magnique Ducatus Lithuaniae, cum suis Palatinatibus ac Confiniis» (Нова карта всього Польського королівства, Великого князівства Литовського з їхніми воєводствами та їхніми межами). Придніпров'я (Правобережне) позначене, як Ukraina (Україна). Українські землі, на той час у складі Королівства Польща, представлені Поліссям (Polesia), Волинню (Pal. Volyniae), Поділлям (Podoliae) та ін. На Чорноморському узбережжі показано Кримський півострів (Crim). Назва Червона Русь (Russia Rubra) охоплює Галицьку землю.
1675 р. Фредерік де Вітт. Карта — «Regni Poloniae et Ducatus Lithuaniae Voliniae Podoliae Vcraniae Prussiae Livoniae, et Curlandiae» (Карта Речі Посполитої, князівства Литовського, Волині, Поділля, України, Прусії, Лівонії та Курляндії). На цій карті територія по обидва боки Дніпра має напис Vkrainia (Україна). Назва Vkrainia накладається на назву Volhynia. Написи назв Україна, Волинь, Поділля в заголовку карти не збігаються з написами на карті.

## Історія

### Рання історія
Волинь була заселена ще у Кам'яну добу, але предками нинішнього населення краю вважаються венеди, хоча прабатьківщина слов'ян і не має загальновизнаної локалізації. У I—II століттях н. е. венеди згадуються у творах Плінія Старшого, Клавдія Птолемея, Публія Корнелія Тацита, пізніше — у творах історика Йордана, у Пейтингерових таблицях тощо. Найдостовірніший історик Публій Корнелій Тацит у 50—120 роках н. е. вважав венедів прямими предками слов'ян. За Тацитом венеди мешкали на півночі та сході Карпатських гір; на сході від лугіїв, готів та естів; на півночі від сарматів, «між певкінами та феннами». Пейтингерова таблиця локалізує венедів і в пониззі річки Дунаю.
Птоломей відносив венедів до числа «дуже великих племен», що посідають землі «вздовж усієї Венедської затоки», як у ті часи називали Балтійське море.
Венедам доводилось вести війни проти Риму. Відомо, що римський імператор Волузіан (III ст. н. е.) за перемогу над венедами одержав титул «венедського». Проте, встановити своє панування над венедами римлянам не вдалося. Вторгнення в 375 р. в Європу гуннів спричинило велике переселення народів. З венедів виділилися склавіни, які осіли на території сучасної Західної України, Словаччини, Чехії, Польщі і анти, які оселились у Подніпров'ї.
Історик Йордан вказує, що в VI ст. венедів частіше називали антами і склавінами, але водночас він перелічує сучасних венедам склавінів і антів як три окремі групи племен, котрі походять «з одного кореня» (див. «Слов'яни»). Серед склавинів виділялися дуліби. Гегемонія дулібів поширювалася на весь підвладний їм регіон, в VI ст. вони створили свою державу, більше відому як державу волинян або Велику Волинь. У західноєвропейському творі другої половини 10 століття, відомому, як Баварський Анонім, автор говорить про високий рівень розвитку економіки краю і повідомляє, що вони мали 70 міст, що є більше, ніж у будь-якій іншій тогочасній європейській країні. Виявляється, дуліби уміли в умовах лісистої і заболоченої місцевості господарити, торгувати і будувати міста. Столицею держави волинян вважається Зимненське городище.

Арабський мандрівник і учений першої половини 10 століття Аль-Масуді також засвідчує існування могутньої держави на Волині.
…творять вони численні народи. Є між ними один, при якому здавна, від самого початку, була влада. Його король називався Маджак. Народ цей називається Valinana, і тому народові звикли підкорятися усі слов'янські племена, бо при ньому була влада й інші їхні королі їй підлягали… Цей народ є серед слов'янських племен найчистішої крові, його шанували серед інших народів.
Розвитку держави волинян-дулібів завадили авари, які вторгнулися в Європу, заснували в Подунав'ї свій каганат і почали воювати з дулібами. Вже в часи візантійського імператора Іраклія (610—641), повідомляє літописець, авари воювали проти слов'ян і «примучили дулібів». Після аварського завоювання дулібський племінний союз розпався, і частина його територій підпала під залежність Аварського каганату, через що відігравали пізнішу роль регіонального лідера представники окремих регіонів розселення дулібів (див. «бужани», «волиняни», «черв'яни»). У IX—X ст. черв'яни мали чільне місце в суспільстві перед бужанами, пізніше волиняни зайняли лідерство у політично-економічному житті надавши назву Волині.
Але невдовзі після розгрому аварами держави волинян внаслідок внутрішньої слабкості і повстань підкорених племен розпався і їхній каганат. У 627 році виникає ще одна праукраїнська держава Велика Хорватія, засновником якої був князь білих хорватів Самослав. Охоплювала вона територію Західної України і частково сусідніх держав. Велика Хорватія була християнською країною. Та після смерті Самослава вона розпалась на кілька окремих князівств. В Україні було Стільське князівство, яке в X столітті стало занепадати. Відомий хорватський історик Вєкослав Клаїч ідентифікував Білу (Велику) Хорватію приблизно з територією Королівства Галичини і Володимирії, наголошуючи, що міста Перемишль, Бужеськ, Велинь, Червен, Плісненск і Радече — міста білих хорватів. Цікаво зазначити, що той самий Клаїч, покликаючись на московські архіви, вказує, що ще в XIX століття жителі сіл довкола волинського міста Дубно називали себе білими хорватами. А мешканці околиць Володимира Волинського (за твердженням іншого хорватського історика, Мірко Відовіча) — просто хорватами.
Генетика хорватів і галичан є окремим питанням, але за вірогідними даними ряд міст у нинішній Львівській області (Звенигород, Буськ, Куликів, Белз та ін.) засновані бужанами. Це підтверджується тим, що жителі північних районів Львівської області (Малого Полісся) відносяться до українців волинського варіанту поліського антропологічного типу, як і жителі Рівненської, Волинської, заходу Житомирської області, а також півночі Тернопільщини і півдня Берестейщини. Тим не менш волиняни і галичани мають спільну історію давнього державотворення.
У IX—X століттях на Волині виникли міста Волинь (тепер територія Польщі), Буськ (нині Львівщина), Луцьк, Червен (тепер територія Волинської області), Белз (нині Львівщина). З середини X століття Волинська земля увійшла до складу Київської Русі. Про інкорпорацію Києвом Волині свідчить літописна звістка про реформи княгині Ольги та встановлення погостів по річці Лузі. На думку Ю. Диби, літописна фраза «и оустави по мьстѣ. погосты и дань. и по лузѣ погосты и дань и ѡброкы», поміщена в продовженні літописного опису помсти Ольги деревлянам («по мьстѣ» — буквально «після помсти»), відображає реалії маршрута походу княгині Ольги після деревлянської помсти далі на захід, до правої притоки Західного Бугу — Луги. Підкорення Деревлянської землі та Волині відкрило перед Києвом перспективи контролю двох важливих міжнародних торговельних шляхів. Один із них — суходольнний, названий «Шлях із німців у хозари», пов'язував Волзьку Булгарію через Київ, Краків та Прагу з Регенсбургом та ринками збуту руських товарів у Баварському Подунав'ї. Крім того, володіння деревлянським та волинським відтинками цього шляху, який проходив через Устилуг, розташований при впадінні Луги до Західного Бугу, давало Києву можливість контролювати водний маршрут по Бугу, який відкривав вигоди прямої торгівлі з Балтикою. Масштаби торгових операцій по Західному Бугу та Віслі відображено в масових знахідках торгових пломб у Дрогичині. Зі 15 000 загальної відомої кількості 12 000 (80 %) виявлено в Дорогичині та його околицях. На Північні околиці Русі припадає лише 2500 (17 %) пломб, з яких до 1000 знайдено в Новгороді та Городці на Волзі. Решту 3 % дали інші руські землі. Вигідне розташування річки Луги на перетині торгових маршрутів привело до заснування на ній Володимира-Волинського.

### Волинь у Київській Русі
У 981 році великий князь київський Володимир Святославович, тоді ще поганин, скористався чварами між хорватськими князями і приєднав забузькі (забозькі) Червенські гради. Літопис зображує князя Володимира з двох сторін, немов він мав дві душі: поганську і християнську. Володимир-поганин був войовничий, жорстокий; Володимир-християнин визначався лагідністю і милосердям, любив мир, лад і спокій, був строгий для себе і боявся гріха Божого. Так він у 981 році понищив Пліснесько, а в 988 році заснував тезойменне місто Володимир і віддав Волинську землю в уділ своєму синові Всеволоду. Відтоді від часу адміністративної реформи Володимира Святославича у Володимирі сиділи сини київських князів.
Волинська земля продовжувала формуватися у другій половині 11 століття внаслідок об'єднання територій Червенських градів і Белзької землі. Відтак до них було приєднано Берестейську волость. Згодом волинські князі почали освоювати територію на схід від міст Дорогобуж, Острог та Вигошів.

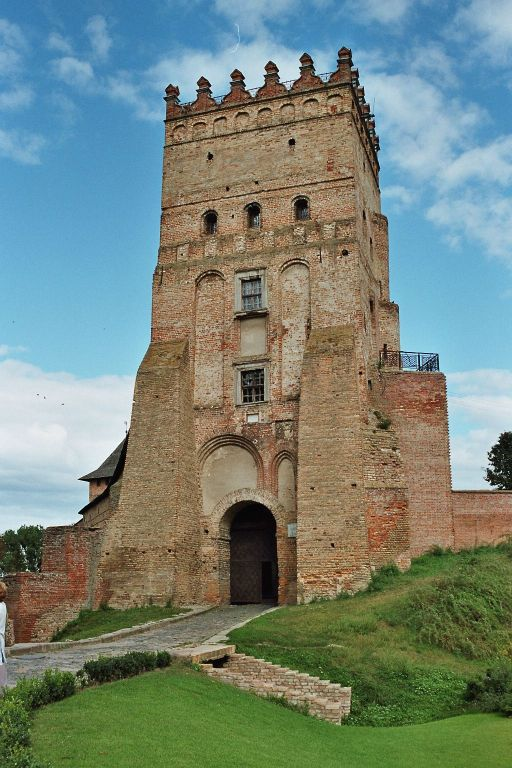
В'їзна вежа Луцького замку.

На Любецькому з'їзді 1097 р. Волинську землю було закріплено за князем Давидом Ігоревичем, але Витечівський з'їзд 1100 року позбавив його Волині, і деякий час нею володіли різні князі. В 1117 році Волинь перейшла до володінь Володимира Мономаха. За Ізяслава Мстиславовича до складу волинських земель входить Погорина з містами Шумськом, Тихомлем та Гнійницею. За князювання Романа Мстиславича в 1195 році до його князівства було приєднано Полонне і відтоді надовго східною межею Волині стала річка Случ.
На початку XII століття Волинська земля займала територію від Берестя на Західному Бузі до верхів'їв річки Серету на півдні. Її порубіжжя на заході становили міста Сутейськ і Червен, на сході — Дубровиця, Дорогобуж, Острог, Полонне, Кам'янець.
У XII столітті одним із центрів консолідації Волинської землі стало місто Луцьк. Для протидії київським князям, які прагнули заволодіти Волинською землею, на сході її території інтенсивно будувалися міста і фортеці. У першій половині XII століття значна частина волинських кордонів стабілізувалася. З кінця 1150-х років на території Волинської землі складається Волинське або Володимирське князівство. Київські князі намагались втримати багату Волинську землю під своєю рукою як базу для подальших дій. Одночасно із змінами в Києві мінялися волинські князі. Вони були повністю залежні від Києва і повинні були виконувати волю київського князя. Виділення Волині в окреме князівство відбулось за Ізяслава Мстиславича. Як і інші князі з Мономахової династії, він добивався влади у Києві і тричі на короткий час був київським князем (1146—1154). Але, зустрічаючи вперте суперництво з боку інших князів, він вважав київський престол непевним для себе, тому основну увагу скерував на Волинь, де почав організовувати князівство для свого роду. Ізяслав переселив до Володимира родину і переніс двір. Київ у той час внаслідок боротьби спадкоємців Володимира Мономаха за владу, коли князі мінялися щороку, став занепадати, особливо після його погрому і пограбування заліщанським князем із домішкою крові Рюриковичів Андрієм Боголюбським у 1169 р. і на Волинь не мав ніякого впливу.

### Волинь у Галицько-Волинському князівстві. Королівство Русь.
З 1170 років Волинь стала незалежною від Києва, але не уникнула процесу роздроблення, який у цей період відбувався на Русі. Після смерті Мстислава Ізяславича (1170) його сини поділили Волинську землю: Роман одержав Володимир, Всеволод — Белз, Святослав — Червен, Володимир — Берестя. У 1170—1205 роках Володимирське князівство об'єднало навколо себе всі удільні князівства. У 1199 році Роман Мстиславович приєднав до нього Галицьке князівство і створив Галицько-Волинське князівство. Історичні події цієї доби відображені у Галицько-Волинському літописі, що поділений на дві частини: Галицький літопис (1201—1261), складений у Галичині, в основу якого покладено літописання часів князя Данила Романовича Галицького і Волинський літопис (1262—1291), складений на Волині, який більше відображав історичні події волинських земель за князювання Василька Романовича та його сина Володимира. В 1240 р. на момент монгольської навали синові князя Романа Мстиславовича Данилі Романовичу (Галицькому) підпорядковувався і Київ. За оборону Києва, укріплення якого були найпотужнішими у Східній Європі, відповідав призначений Данилом Романовичем воєвода Дмитро.
У грудні 1240 року після двомісячної облоги і двотижневого штурму зібрана ханом Батиєм із підвладних народів нинішньої Росії, відомих у Європі під назвою татари, 200-тисячна армія взяла Київ і майже повністю знищила його, а в 1241 році монголо-татари пішли на Волинь і Галичину. Крем'янця і Данилова вони не змогли взяти, а Кам'янець, Колодяжин, Володимир, Луцьк та інші міста були взяті і поруйновані. Пліснесько і Волинь (місто, яке дало назву краю) вже не відновилися, Перемиль і Пересопниця відродилися як села, було знищено десятки інших сіл. За легендою XIX століття, в цей же час ченці Києво-Печерського монастиря, які втекли від нападу татар у 1240 р, заснували монастир у Почаєві, який зараз є найбільшою православною святинею Волині.
Данило Романович брав участь ще в першій битві з монголами на р. Калці в 1223 р. (там він був поранений) і розумів, що не може вчинити їм опору, тому ще заздалегідь поїхав на Захід, щоб домовитися з поляками і угорцями про спільні дії проти загарбників, але вони відмовилися, про що потім гірко пошкодували. Після відходу монголів у Сарай на Волгу (нинішня Росія) Данило Романович повернувся, застав згарища і руїни, свавілля галицьких бояр, які за його відсутності запросили на престол представника чернігівської династії Ростислава Михайловича (зятя угорського короля), розгромив Ростислава разом із його союзниками угорцями і поляками в 1245 році в битві під Ярославом і почав зміцнювати державу. Це занепокоїло монголів і після їхніх погроз про напад, щоб зберегти державу від плюндрування, Данило Романович поїхав в 1246 році в Сарай, де відмовився від Києва, визнав свою залежність від Орди, зобов'язався платити їй данину і надавати військову допомогу в походах на сусідів. На відміну від князів інших земель колишньої Київської держави, він не був зобов'язаний їздити до хана на поклони для підтвердження своєї влади і обходився при сплаті данини без ханських баскаків. Натомість українська держава фактично зберігала незалежність у внутрішній і зовнішній політиці, що давало можливість Данилу Романовичу займатися її відбудовою. Столицю він переніс із зруйнованого Галича до Холма, де звели фортифікаційні споруди, церкви, заклали гарний парк. Галич на той час втратив своє значення, бо Візантія занепадала, торгові шляхи до неї контролювали татари, а Холм знаходився на перехресті європейських торгових шляхів. Дністер перестав грати роль торговельного шляху, зате завдяки торговельним зносинам із німецьким орденом хрестоносців над долішньою Віслою зросло значення Бугу. Водночас велося будівництво в інших містах держави, споруджувалися перші муровані фортеці. Було засновано близько 70 міст, в тому числі в 1256 році Львів. Завдяки мудрій державній політиці Данило Романович все ж зумів зберегти свою державу від знищення монголо-татарами. Незважаючи на певну залежність, він фактично не підкорився владі Золотої Орди. Після повернення в 1246 р. з Орди до Данила Романовича присилалися посли від Папи з пропозицією корони в обмін на церковну унію, але він відмовився, бо хотів антимонгольського союзу з католицькими державами. Лише коли у 1253 р. Римський Папа Інокентій IV звернувся до лицарів деяких народів слов'янського походження, що були католиками, із закликом походу проти татар, Данило погодився прийняти корону. Коронація відбулася в 1253 році в Дорогичині під час походу на ятвягів. Але король Данило не спішив із впровадженням церковної унії, бо й католицькі володарі не спішили із хрестоносним походом проти татар. Війна з ятвягами завершилась холмським миром, але ще перед тим, довідавшись про коронацію, татарський ватажок Куремса пішов на Волинь і став облягати Кременець, проте безуспішно і повернувся на Дніпро, пограбувавши околиці. У відповідь на напад Куремси король Данило пішов у похід на т. зв. татарських людей (болохівців), тобто землі по Случі і Тетереву, що були безпосередньо залежні від татар. Куремса спробував відомстити, дійшов до Луцька, але не досяг успіху і незабаром Орда замінила його на колишнього Батиєвого полководця Бурундая. Романовичі стали будувати укріплення і зміцнювати наявні. Тоді Бурундай схитрував і покликав Романовичів у похід на Литву і тим порушив їхній мир, а потім несподівано пішов на Волинь і зажадав знищити всі укріплення. Романовичі були змушені це зробити, було розібрано укріплення Данилова, Стіжка, Кременця, Луцька, Львова і інші. Вцілів лише Холм. Після цих подій Романовичі втратили надію на визволення від татарського ярма, король Данило дуже переживав і помер в 1264 році. Похований він у столиці королівства волинському Холмі в побудованій при ньому Церкві Різдва Пресвятої Богородиці. На даний час точне місце його поховання не встановлене (Холм тепер належить Польщі). По смерті короля Данила державні і династичні справи перебрав на себе його брат і спільник у всіх справах Василько. Держава була поділена, Галичина дісталася синам короля Данила, а Волинь і Берестейщина Василькові. Він титулувався королем і фактично правив всією державою. Королями Русі титулувалися і наступні правителі держави, нащадки короля Данила по чоловічій лінії.
Остаточно територія землі склалася у першій половині XIII століття. Західний рубіж Волинської землі (з Польщею) пролягав у межиріччі Західного Бугу й Вепра, а на початку 13 століття впритул підступив до Вепра. На північному заході та півночі кордон Волинської землі з Великим князівством Литовським і ятвягами проходив Західним Бугом і його притоками, зокрема річкою Лесною. Більшість басейну річки Кросни належала до Волинської землі. Тут рубіжною була річка Нур.
У 1251—1253 роках король Русі Данило дарував половцям хана Тегака землі на Берестейщині, для захисту північної Волині від нападів ятвягів та литовців. Кочовики заснували там 40 поселень й зберігали свою ідентичність до початку XVI ст.
З часом боротьба із зовнішніми ворогами і внутрішні міжусобиці знесилювали Галицько-Волинську державу. Після смерті в 1340 р. праправнука короля Данила по жіночій лінії Юрія II Болеслава розпочалася тривала війна Угорщини, Польщі і Литви за землі Галицько-Волинської держави.

### Волинь у Великому князівстві Литовському

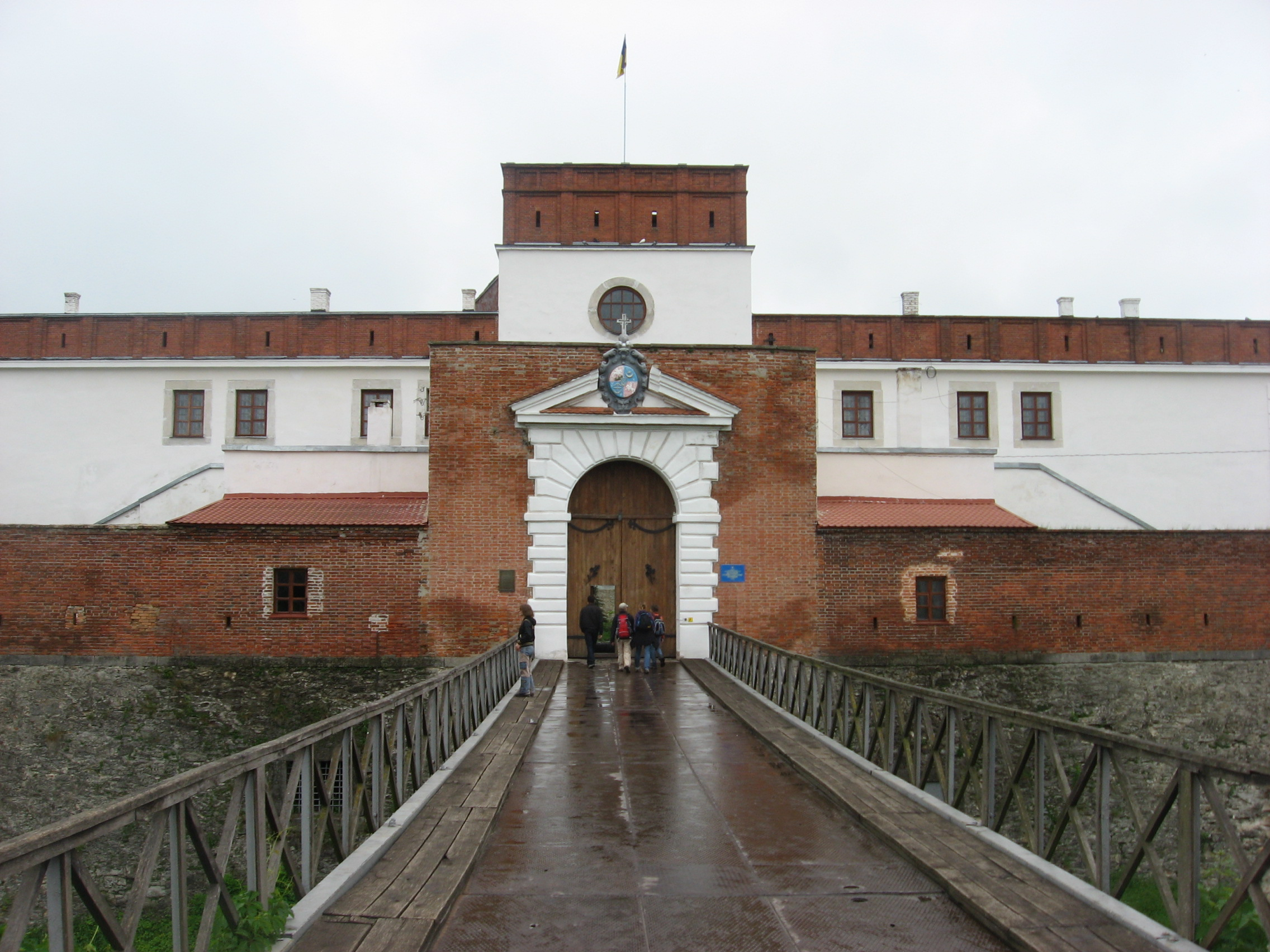
Надбрамний корпус і в'їзна брама Дубенського замку.

Після смерті Юрія II Болеслава (котрий був сином мазовецького князя Тройдена I і його дружини Марії, правнучки короля Данила), бояри проголосили володарем Галицько-Волинської держави, королем Русі Любарта-Дмитра, зятя попереднього короля Лева II Юрійовича, зукраїнщеного сина литовського володаря Гедиміна. Але поляки не погодилися з цим і захопили Галичину, започаткувавши багатолітні суперечки за галицьку спадщину. Докладніше: Війна за Галицько-Волинську спадщину. Фактично Любарт-Дмитро правив Волинню, але протягом всього періоду свого правління за підтримки братів вів війни з поляками, підтримуваних угорцями, здійснював походи на Галич, Львів, Краків. Південний кордон із Галичиною йому вдавалося з перемінним успіхом утримувати в районі Кремінець — Олесько — Лопатин. У 2-й половині 14 століття поляки після запеклої боротьби разом з Угорщиною проти Литви захопили західну частину Волині включно з Холмом. Резиденція князя Любарта була в Луцьку, за його правління там було збудовано фортецю — так званий замок Любарта, нині один із найкращих збережених замків України. Видатний історик Михайло Грушевський стверджував, що при Любартові Волинь була «зовсім осібним світом», не схожим на Велике Князівство Литовське. Любарт дбав про торгівлю і будував церкви. Вважається, що король Любарт помер в 1385 році.
Після смерті Любарта волинським князем став його син Федір. Але великий князь литовський, король польський (після Кревської унії) Ягайло (праправнук короля Данила), а потім його суперник двоюрідний брат князь Вітовт поступово обмежували володіння князя Федора Любартовича, а в 1393 р. Вітовт ліквідував удільні князівства і перетворив їх на провінції Литви, якими правили намісники. Волинь стала частиною Великого князівства Литовського. Становище Вітовта особливо зміцніло після перемоги над Тевтонським орденом у Грюнвальдській битві 1410 р., в якій поряд із білоруськими, литовськими і польськими військами брали участь і руські (українські) полки.
За часів Вітовта Луцьк стає його другою столицею після Вільна. Вітовт дбає про нього та хоче зробити його центром українських земель: піклується розвитком торгівлі, розбудовує поставлений Любартом замок: тут оселяються євреї, караїми, навіть татари. В 1429 р. в замку Любарта відбувся з'їзд монархів Європи, метою якого було розв'язання політичних і економічних питань центрально-східної Європи, а також питання коронації Вітовта. Та коронація не відбулася, бо поляки перехопили вислану корону. Але Вітовт мав пошану в чужих володарів і спирався на військову силу з українських і білоруських земель.
Після смерті Вітовта в 1430 р. литовські та руські феодали на сеймі у Вільно обрали великим литовським князем молодшого брата Ягайла — Свидригайла, противника литовсько-польської унії. Король Ягайло почав проти нього воєнні дії, тому на Волині і Поділля розпочалася народна війна проти поляків. Але через невдалі дії Свидригайла та його орієнтацію на руських православних феодалів литовські магнати в 1432 р. обрали великим литовським князем Сигізмунда Кейстутовича, молодшого брата Вітовта. Сигізмунд, намагаючись позбавити Свидригайла опори серед православних феодалів, в 1432 р. урівняв їх у правах із литовцями-католиками. Це дало йому змогу в 1435 р. остаточно розбити Свидригайла з прихильниками. У Свидригайла залишилась тільки Волинь. Проте волинські князі з династії Гедиміновичів Іван і Олександр Чорторийські організували змову руських патріотів і в 1440 р. вбили великого князя Сигізмунда Кейстутовича, васала короля Польщі Ягайла. Одразу ж на білоруських і українських землях спалахнули повстання проти тодішньої литовської верхівки, переважно римо-католиків. Вони набрали такого загрозливого характеру, що новообраний великий князь литовський Казимир IV Ягайлович (1440—1492) мусив визнати відновлення Київського й Волинського князівств. Київським князем став син усунутого Вітовтом Володимира Ольгердовича Олелько (Олександр, 1440—1455), волинським — Свидригайло (1440—1452). Десятирічна визвольна боротьба руських князів і бояр завершилася перемогою. Руські землі в черговий раз відновили свою національну автономну державність. Проте такі поступки з боку Литви православним були тимчасовими. У 1452 р. після смерті Свидригайла Волинське князівство припинило своє існування.
Волинь, зійшовши на становище провінції, ще більш як сто років зберігала свої притаманності, що виникали з національно-політичних і культурно-релігійних традицій руської доби. Адміністративно вона була поділена на три староства: володимирське, луцьке і кременецьке. Тут різними шляхами примножували свої багатства княжі роди Острожських, Чарторийських, Сангушків, Корецьких, Збаражських та ін. Вони з, ільшували свої маєтки новими земельними просторами шляхом закупу і надань великого князя. Для вирішення виключно волинських потреб у Луцьку під проводом маршалка волинської землі відбувалися сойми за участю православних і католицького єпископів, трьох старост, князів, великих і дрібніших землевласників. Відомо, зокрема, що в 1506 маршалком Волинської землі був Федор (Федько) Янушкевич, а з 1507 — Острозький Костянтин Іванович. Волинська аристократія, перетворюючись у землевласників, починає, хоч і з різними успіхами, боронити свою землю від татар. Зокрема, князь Іван Острожський завдав їм у 1454 р. сильного удару. 1469 року «царик Маняк» напав на Поділля, також Волинь, Київщину. Хан Менґлі I Ґірей попередив короля про небезпеку, що дозволило зібрати військо та не допустити розорення Галичини та Західної Волині. Але після 1489 року татарські напади стали постійним явищем. Це зубожувало Волинь і змушувало землевласників думати про оборону. Так, показ військ 1529 р. виявив, що сам князь Костянтин Острожський постачав 426 коней і 3408 вояків (під його проводом були розгромлені в 1514 р. під Оршею московські війська). Сукупність землі в приватних руках та воєнні потреби призвели до того, що Волинь покрилася рядом приватних оборонних замків. Щоб піднести міста економічно, їм стали надавати магдебурзьке право. В 1430 р. його отримав Луцьк, в 1431 Кременець, в кінці XV ст. Володимир, інші в XVI ст. До середини XVI ст. старі волинські міста були звільнені від великокняжих податків, їхнім обов'язком було боронити свої замки. Разом із тим на плечі селян почали спадати нові тягарі і обмеження вольностей. Селянин, звільнений від великокняжих податків, став платити їх землевласникові. З посиленням феодального гніту та національно-релігійного переслідування втікачі, в тому числі з Волині, стали освоювати Придніпров'я. Для захисту від набігів татар на о. Мала Хортиця у 1550-х роках Дмитро Вишневецький («Байда»), волинський князь із роду Гедиміновичів, власник земельних маєтків у Кременецькому повіті, заклав першу велику Січ.
За Литви у волинській Погорині в 1556—1561 рр. була створена визначна пам'ятка староукраїнської мови, один із перших перекладів Євангелія — рукописне Пересопницьке Євангеліє. Книга стала одним із символів української нації, на ній зараз приймають присягу президенти України.

### Волинь у Речі Посполитій
Велике князівство Литовське поступово занепадало. Унаслідок Лівонської війни з Московією воно опинилося на межі воєнної катастрофи й змушене було піти на зближення з Польщею, яка прагнула приєднання Литви. Після Люблінської унії 1569 року шляхетська Польща захопила всю Волинь і створила тут Волинське воєводство. Якщо до того становище українців було стерпним, то тепер розпочався повсюдний наступ польсько-литовської адміністрації на права українського населення. Різко посилився національний, релігійний і культурний гніт. Разом із тим поляки намагалися перетягнути українську еліту на свій бік. Волинські княжі та панські роди, зацікавлені в накопичуванні майна, стали відсуватися від національних справ і ополячуватися. Волинська аристократія залюбки входила в змішані подружні зв'язки і переходила на католицтво. Було поставлене під сумнів саме існування української спільноти. Лише окремі магнати залишились відданими батьківській вірі і культурі. Князь Костянтин-Василь Острозький, якого називали «некоронованим королем України», заснував в 1576 р. в своєму маєтку Острозьку академію — першу українську школу вищого рівня. При академії діяла друкарня, в якій першодрукар Іван Федорович в 1581 р. видав перше повне друковане видання Біблії слов'янською мовою — т. зв. Острозьку Біблію. Але почин князя Острозького не знайшов гідних послідовників. Після його смерті занепала й академія, що ледь животіла за його сина Януша, який ще за життя батька перейшов у католицтво.
Король став надавати на Волині польським магнатам земельні наділи у володіння. Разом із магнатами сунула на схід незаможна шляхта, яка хотіла доробитися тут маєтку. Крім них, на схід посунули польські міщани і євреї, які згодом стали займатися різними спекуляціями по містах і селах. За люблінською унією землі волинської шляхти ставали її власністю. А на селян, що втратили право на землю, було збільшено податки в грошах і натурі та трудоднях панщини. Це спонукало їх шукати кращої долі в степах Придніпров'я.
Колонізаційний рух на наддніпрянських землях пересунув оборонну лінію на схід і південь. Волинські магнати стали ухилятися від оборонної служби, тоді польський сейм звернув увагу на козаків і почав втягувати їх до реєстру. Серед реєстрових козаків, що брали участь у польсько-московській війні 1579—1581 р. і вернулися з неї, було коло 2500 волинян. Низове козацтво, що турбувало татар, турків і молдованів, мало в собі значну частку волинян. Запорожці завдавали клопоту і самій Польщі, особливо магнатам на прилеглих територіях. А в 1594 р. колишній сотник К. Острозького Северин Наливайко після молдавських походів не повернувся на Низ, а пішов на Угорщину і в 1595 р. появився на Волині під Луцьком, погодився на контрибуцію, потім здобув Слуцьк і пішов далі на Білорусь, збираючи контрибуцію. Наприкінці 1595 — на поч. 1596 р. він разом з загонами Григорія Лободи і Матвія Шаули контролювали все українське Правобережжя і Південно-Східну Білорусь. Особливе занепокоєння в поляків викликали звістки про їх наміри створити Українську республіку на чолі з князем. Польський уряд доручив придушити повстання одному з найкращих полководців того часу польному гетьманові С. Жолкевському. Об'єднані сили повстанців розбили передові загони поляків, але потім почали відступ, який утруднювався величезним обозом із жінками і дітьми і були в 1596 р. оточені під Лубнами. Наливайко здався, щоб уникнути різні і був четвертований у Варшаві. Незважаючи на обіцяну амністію, більшість козаків за наказом Жолкевського були вирізані, а польський сейм проголосив їх «зрадниками й ворогами батьківщини».
Після берестейського церковного собору 1596 р. на прилучених до Польщі волинських землях почалася релігійна боротьба. За підтримки короля Сигізмунда III Вази і католицьких магнатів у православних збройним насильством було відібрано багато церков. Особливо становище православних погіршилося після смерті захисника православ'я князя К. Острозького в 1608 р.
У 1601 р. на Волині об'явився аферист невідомого походження, який назвався сином Івана IV Грозного. Польський король Сигізмунд III Ваза і литовсько-руські (українські) магнати (Адам та Костянтин Вишневецькі, Сапіги, польські — Мнішеки) визнали в ньому сина Івана IV Грозного, підтримали Дмитрія і протягом 1603—1604 провели підготовку до зведення його на московський престол. Він царював у Московії в 1605—1606 рр. і увійшов в історію як Лжедмитрій I.
У цей період волинські князі Вишневецькі на колонізовуваних лівобережних землях нинішньої Полтавської, частково Київської, Чернігівської і Черкаської областей, потіснивши інших магнатів, в тому числі Януша Острозького, створили щось на зразок удільного князівства — маєтності під загальною назвою Вишневеччина. Це відбувалось із переселенням підданих із Волині. Столицею Вишневеччини були Лубни, де на Замковій горі був побудований замок із палацом і розкішним парком. Станом на 1648 р. до Вишневеччини належало 56 міст і містечок і належали вони окатоличеному Яремі Вишневецькому.
У 1648 р. після початку визвольної війни проти поляків і перемог у битвах під Жовтими Водами і Корсунем, в яких активну участь брав козацький ватажок Максим Кривоніс, він на чолі повстанців пішов на Вишневеччину, захопив і знищив палац у Лубнах і всю князівську резиденцію. Ярема Вишневецький утік на Правобережжя, де з жорстокістю взявся придушувати повстанський рух, Кривоніс став його особистим ворогом. Повстанці числом до 10 тис. на чолі з полковником Максимом Кривоносом, який часто діяв незалежно від Богдана Хмельницького, теж пішли на Волинь, захопили Полонне, взяли участь у переможній битві під Пилявцями, здобули в маєтностях Вишневецьких замки в Збаражі, Їх родовому гнізді Вишнівці і Кременці (який до того був неприступним для всіх завойовників і після чого не відбудовувався). На Волині діяли і інші повстанчі загони, в результаті літом 1648 р. тільки Дубно ними не було захоплене. Ярема Вишневецький відступив до Львова, але відмовився його обороняти і Максим Кривоніс взяв Високий Замок вперше в історії, а Хмельницький взяв відкуп 200 тис. злотих, щоб не зачіпати міста. Вже в листопаді Хмельницький підійшов до Замостя, де сховався Ярема Вишневецький. Тут сталися неоднозначні події, про які сперечаються історики: Максим Кривоніс чи то від чуми, чи від ран помер, або був страчений за наказом Хмельницького за жорстокість і самоуправство. Хмельницький не взяв Замостя, не пішов на беззахисну Варшаву (Польща була без короля і війська), а повернувся в Київ і взявся за переговори. Проте на Волині і далі діяли повстанці, які розправлялися з католиками і євреями, одним із таких загонів керував син Максима Кривоноса Олександр Кривоносенко.
У 1649 р. під час другого походу Хмельницький обложив Збараж, а потім із частиною війська пішов на Зборів назустріч армії поляків. Перемога мала бути безсумнівною, але в найкритичніший момент підкуплений поляками татарський хан зажадав припинити бій і почати мирні переговори. В результаті був заключений т. зв. Зборівський договір, за яким козаки здобували численні права, але фактично вся Волинь залишалася під Польщею. Поляки карали смертю учасників повстання, а татари грабували і поневолювали українців Волині.
У 1651 р. бойові дії продовжились. Король Ян Казимир із майже 200 тис. армією отаборився біля Сокаля, де поповнював запаси провіанту, обдираючи місцеве населення. На Волинь попрямував із своїм 100 тис. військом і 40 тис. татар і Богдан Хмельницький. До нього приєдналися кілька десятків тисяч селян (черні), які були вже не в змозі терпіти знущання поляків. Армії зійшлися біля волинського Берестечка. Тут відбулась битва, яка стала чи не найбільшою в тогочасній історії. Початок битви був успішним для козаків. Але хан знову став уникати бойових дій, він більше хотів польського золота. Хмельницький хотів його повернути, але хан його затримав (підтверджень цьому нема) і покинув поле бою. В результаті Хмельницький опинився аж біля Ізяслава. Обраний запорожцями наказний гетьман Іван Богун розумів, що шансів на перемогу в такій ситуації мало. Було прийнято рішення через споруджені переправи відступити. Але селяни зчинили замішання і заохотили поляків до наскоку, що перетворився на різню озброєної вилами, ціпами і косами черні. В результаті, за різними даними, її загинуло не менше кількох тисяч (30 тисяч за даними польських джерел). В митрополита корінфського Йоасафа, сподвижника Хмельницького, стрілили з лука, потім відрубали йому голову і доставили королеві. Король викупив від вбивці ознаки духовного сану забитого, згодом вони були покладені перед іконою Холмської Богоматері (нині це найдавніша, XI ст., і одна з найшанованіших ікон України, знаходиться в музеї Волинської ікони в місті Луцьку). Разом із Йоасафом було забито і його товариша — диякона Павла.
Переслідувані козаки вчиняли полякам достойний опір. Одним із таких місць є збережений у пам'яті народу Козацький редут у Семидубах біля Дубна.
В битві на стороні поляків активну роль грав кат українського народу Ярема Вишневецький. Невдовзі після битви він помер, а за такі заслуги його син Михайло згодом був обраний польським королем.
Під час існування Української держави XVII століття, урядом Гетьмана Богдана Хмельницького у липні 1648 року була утворена військово-земська одиниця — Волинський полк, яка охоплювала більшість території Волині. Ця одиниця існувала з перервами до 1658 року. В 1652 р. після битви під Берестечком Острозький полк з сім'ями під проводом Івана Дзинковського, щоб не бути під поляками, переселився на Слобожанщину в околиці Острогожська, де й осів над берегами р. Тихої Сосни (за І. Левковичем, є інші версії).

### Руїна
Татари і поляки знову грабували Поділля і Волинь. Особливо Волинь від них потерпіла в 1653 р. Під кінець літа вони нищили маєтки Любомирського і здобули Полонне. В жовтні несподіваним нападом захопили Ізяслав, Корець та Остріг і забрали в полон багато шляхти з жінками і дітьми, доходили аж до Литви і так «господарювали» на українських землях цілу зиму, аж поки поляки не змусили їх вибратися.
Тим часом Богдан Хмельницький, якого татари підвели під Зборовом і Берестечком, в 1654 р., за відсутністю вибору уклав союз із московським царем, оскільки він і частина наближених до нього осіб бачили в цареві можливого захисника православ'я (хоча ряд представників козацької старшини, духовенства і окремі козацькі полки відмовились присягати Москві). в 1655 р. козаки, підтримувані московським військом, в поході на західно-українські землі відкинули поляків аж за Віслу. Тим часом шведи зайняли Варшаву і Краків. Ян Казимир втік за кордон, а переможці стали ділити Польщу. Волинь знову стала фронтовою смугою. В червні 1657 р. шляхта південної Волині вислала свого посла Зелинського до Чигирина прийняти її під протекцію козаків. Не спинила цієї ідеї і смерть Хмельницького в серпні 1657 р. В січні 1658 р. козацькі залоги вже стояли в Полонному, Костянтинові, Ізяславі, Острозі, Гощі, Межиріччі, Степані, Корці та інших містах Волині. На чолі новоорганізованого волинського полку став Тарнавський. Хоч козацький протекторат на Волині викликав невдоволення поляків, частина волинської шляхти противилася відкликанню козаків, навіть стала домагатися збільшення гарнізонів. Проте все змінилося після смерті Хмельницького. Ще за життя він, підтримуваний Старшинською радою, хотів впровадити принцип успадкування влади і передати її синові Юрію. Але після поховання більша частина старшини відійшла від цього принципу і до повноліття Юрія обрала гетьманом генерального писаря І. Виговського. На той час антипольська коаліція розпалася, погіршилися відносини з Москвою, активізувалась опозиція до Виговського і він став шукати союзників у Польщі. 16 вересня 1658 р. між Річчю Посполитою і Гетьманщиною був укладений Гадяцький договір, за яким Волинь відійшла до Польщі і всі козацькі залоги були з неї відкликані, а Гетьманщина входила до Речі Посполитої як рівноправний член. Московія оголосила Виговського зрадником і почала наступ, але в 1659 р. під Конотопом її армія була розбита. Проте в суспільстві росло невдоволення і Виговський зрікся булави. Після Виговського Юрій Хмельницький визнав зверхність Польщі на основі Гадяцьких угод, але під тиском проросійської козацької старшини теж зрікся булави, потім обраний на Правобережжі Тетеря тримав орієнтацію на Польщу, а Лівобережжя — на Москву. Так Україна розкололася і це стало причиною її занепаду.

З 1665 по 1676 рік Правобережним гетьманом був Петро Дорошенко. Ним була зроблена спроба об'єднати державу, він шукав допомоги як у лівобережних козаків, так і турків і татар. Бойові дії йшли і на Волині. Але Річ Посполита і закликана Хмельницьким в Україну Московія не хотіли втрачати свого впливу. Марно шукаючи допомоги, Дорошенко опинився в глухому куті. Українці Правобережжя розчарувались і збайдужіли до можливості виборення незалежності, від нього відвернулись соратники і родичі. Національно-визвольний рух зазнав поразки. А тим часом турки і татари мордували Волинь. Козацький літописець С. Величко писав:
Від Корсуня і Білої Церкви, потім на Волинь і князівство Руське, до Львова, Замостя, Бродів, далі подорожуючи, бачив я багато городів і замків безлюдних, і пусті вали, що стали пристановищем і житлом для диких звірів… Бачив я там… багато кісток людських, сухих і нагих, що тільки небо за покрівлю собі мали…
Від воєнних дій, голодовок, епідемій, переселень, захоплень у ясир українські етнічні території втратили до 90 % населення.
В 1703 р. на Правобережжі спалахнуло повстання проти поляків, яке захопило і Волинь. Польська шляхто жорстоко розправлялася з повсталими, а потім звернулася по допомогу до московського царя Петра I. З волі царя гетьман Мазепа перейшов Дніпро і приборкав повсталих. Взимку 1705 р. Мазепа часто курсував між Дубно, Кременцем і Бродами. Волинська аристократія відіграла велику роль у справі його розриву з Петром I.
Польське військо поступово опановувало Правобережжя, і шляхта після 1714 р. стала там закріплювати свої порядки, ще раніше вона підкорила Волинь. На той час Волинь вже не мала православного єпископа. А шляхта хотіла надолужити свої матеріальні втрати, спричинені довголітніми війнами. Поруйновані війнами міста ледве животіли. Між ними, обходячи Луцьк, Остріг і Володимир, перше місце стало займати Дубно, яке після згасання роду Острозьких пішло по руках їхніх родичів.
Але безладдя продовжувалось, і селяни з Волині і Полісся переселялись на Слобожанщину, заохочені деякими полегшеннями і вільнішим способом життя.
В 1768 р. на Київщині і Брацлавщині спалахнуло спровоковане релігійним і національним гнітом повстання, назване Коліївщиною, яке зачепило і Волинь. Повстання було придушене московськими військами (які все більше втручалися в українські справи) спільно з поляками. А в 1772 р. ослаблена війнами, внутрішніми суперечностями і шляхетським свавіллям Польща була поділена між німецькими Австрією, Пруссією і їхнею союзницею Всеросійською імперією, якою правила німкеня Катерина II.

### Волинь у Всеросійській імперії

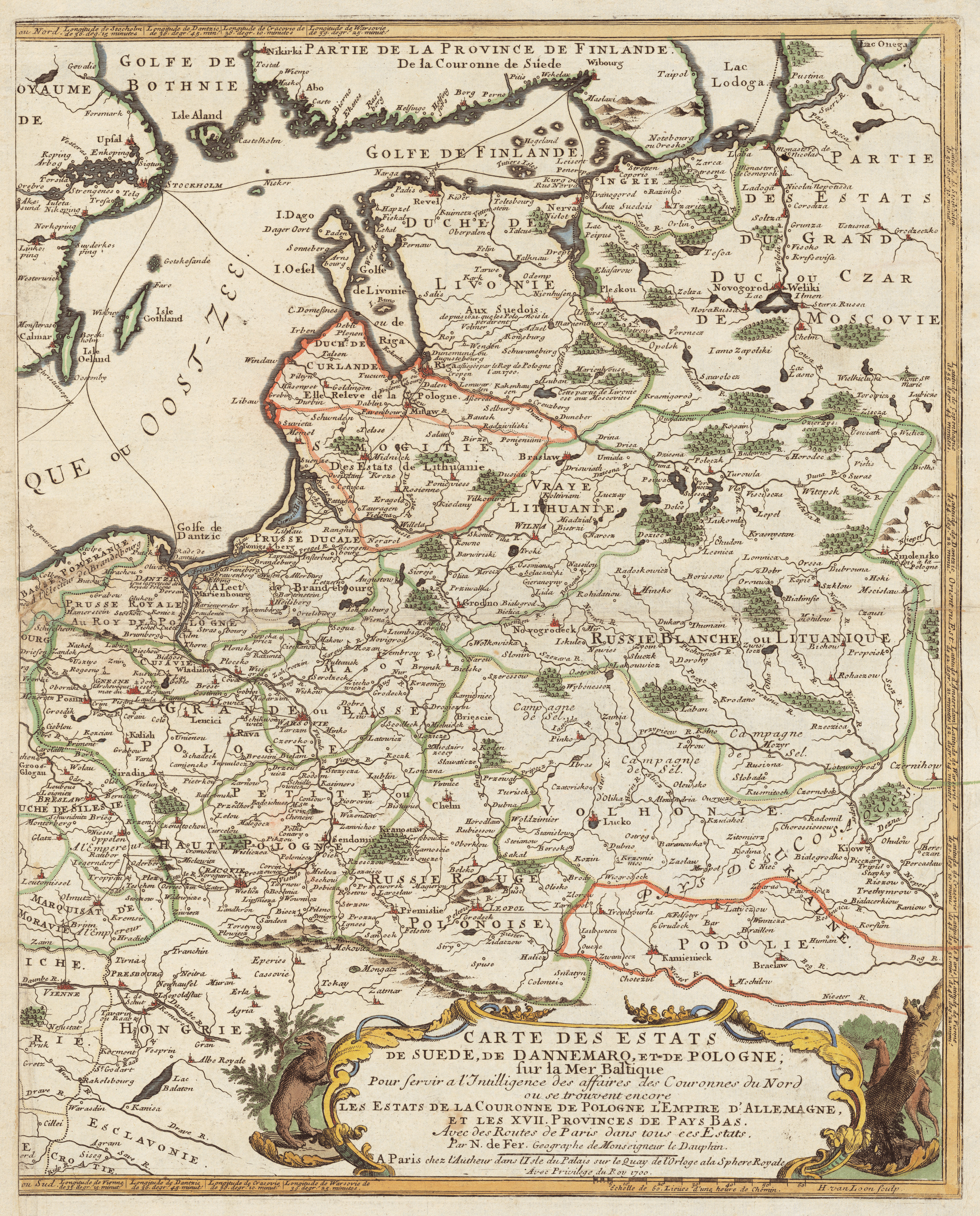
Волинь на мапі 1700 року

Під час чергового переділу Польщі в 1793 році частина земель Волині відійшла до Всеросійської імперії. Спочатку територія була названа Ізяславське намісництво, з центром в Ізяславі, 1795 було створено Волинське намісництво, що складалося з 15 округів, з центром у Новоград-Волинському. В 1797 році губернським містом призначили місто Житомир а намісництво перейменували у Волинську губернію. В 1802 році Житомир був викуплений державною скарбницею у графа Ілінського, в 1804 році став губернським містом. Південна частина Кременецького повіту зі Збаражем, Залізцями і Підкаменем відійшла до Австро-Угорщини, де була створена адміністративна одиниця Королівство Галичини та Володимирії. В склад королівства також входили північні землі нинішньої Львівщини, які були втрачені для Волині ще під час литовсько-польських протистоянь.
Під час походу Наполеона на Москву багато шляхтичів взяло в ньому участь, а після невдачі шляхта почала використовувати різні можливості, щоб менше відчувати свою залежність від російської адміністрації. В Звягелі (Новоград-Волинському), Житомирі, Рафалівці, Радивилові і Кременці діяли масонські ложі. Поляки організовували також повстання проти росіян, але вони були невдалими. Та польські школи і таємні організації підтримували серед шляхти живучість ідеї незалежної Польщі. В судах і школах панувала польська мова. Положення української маси селян ні в чому не змінилося. Діяла традиція кріпацьких трудоднів. За російськими законами ще в 1845 р. практикували тілесну кару до 50 буків за непослух панові.
В 1861 р. в російській імперії було відмінене кріпацтво. Земля, на якій селяни працювали по-кріпацьки, була передана їм у власність. За це волинські селяни мали сплачувати 49 років встановлену суму. Це обтяжувало селян, але послабило соціально-економічну силу польської шляхти. Після невдалого польського повстання 1863—1864 рр. польська мова була усунута з урядів, середніх шкіл, магістратів і замінена на російську, це стало початком русифікації. Також поляки були обмежені в праві на закуп землі. Та життя волинських селян не стало кращим. В Волинській губернії з 1866 по 1900 р. відбулося 215 селянських виступів, але всі вони були жорстоко придушені царизмом.
В містах теж сталися зміни. Міські управи могли займатися тільки господарськими і іншими другорядними справами. Євреям, найчисельнішим жителям міст, ще з 1795 р. було заборонено жити в селах і купувати там нерухомість. Вони мали право займатися тільки торгівлею і ремеслом. До міських рад євреї входили не в більшій за 10 % кількості.
В 1873 р. до Радивилова, де діяла митниця і стояли прикордонні війська, від Бердичева через Здолбунів і Дубно була підведена залізниця. Невдовзі вона була з'єднана з залізницями Австро-Угорщини. Також від Здолбунова ішло відгалуження через Ковель до Бреста.
Залізничне сполучення з Луцьком було прокладене з нагоди відвідання міста в 1890 році імператором Всеросійської імперії Олександром III. Він планував дістатися до міста залізницею, а чиновник сплутав на карті Луцьк зі станцією в селі Ківерці (сучасна назва Прилуцьке), розташованою за 11 кілометрів. Тож від Ківерців до Луцька було терміново прокладено колію. Будівництво зайняло менше, ніж три тижні (1—19 серпня 1890 року) зусиллями спецбатальйону та місцевих селян.
Для оборони західних рубежів царський уряд приймає рішення про будівництво системи оборонних укріплень. Під містечком Дубно для захисту залізничної лінії був збудований Дубенський форт, що став відоміший у наш час під назвою Тараканівський форт. Будівництво було завершене в 1890 р.
Влітку 1908 р. на полі Берестецької битви були організовані офіційні молебні, в 1909 р. розпочався збір коштів на будівництво храму-пам'ятника, на що першими відгукнулися селяни навколишніх сіл. У 1910—1914 роках за сприяння царського уряду біля с. Пляшева була побудована церква-меморіал св. Георгія Переможця. В нижньому ярусі будівлі церкви розміщений саркофаг із кістками козаків. В цей же час споруджено приміщення для монастирського скита. У 1912 році на острів Журавлиха перенесли з села Острова дерев'яну церкву св. Михайла, пам'ятку XVII ст., в якій перед битвою молився Хмельницький. У народі це місце назвали "Козацькі Могили. На будівництві працювали селяни навколишніх сіл і містечок.
Протягом 1907—1915 рр. відбулося понад 100 селянських виступів, які закінчувалися збройними сутичками з поліцією, військами, охоронцями маєтків і лісів.
У 1900—1917 роках у Житомирі діяло Товариство дослідників Волині, результатом якого стали бібліотека, Волинський центральний музей (нині Житомирський краєзнавчий музей), першим завідувачем якого був Яків Яроцький.

### Українська революція
Волинська земля в складі УНР була утворена 2—4 березня 1918 року законом про адміністративно-територіальний поділ України. Земський центр — Луцьк. До землі мали увійти Володимирський повіт, Ковельський повіт, Луцький повіт, північна частина Дубенського повіту Волинської губернії. Організація влади не була завершена. Проіснувала майже 2 місяці до 29 квітня 1918 року у зв'язку з утворенням Української Держави на чолі з гетьманом Скоропадським.
Губернія мала складатися з 20 повітів: до наявних 12 повітів планувалося долучити 8 повітів із Мінської губернії: Пінський повіт; Гродненської губернії: Брест-Литовський повіт, Кобринський повіт; Холмської губернії: Томашівський повіт, Грубешівський повіт, Володавський повіт та Більський повіт.

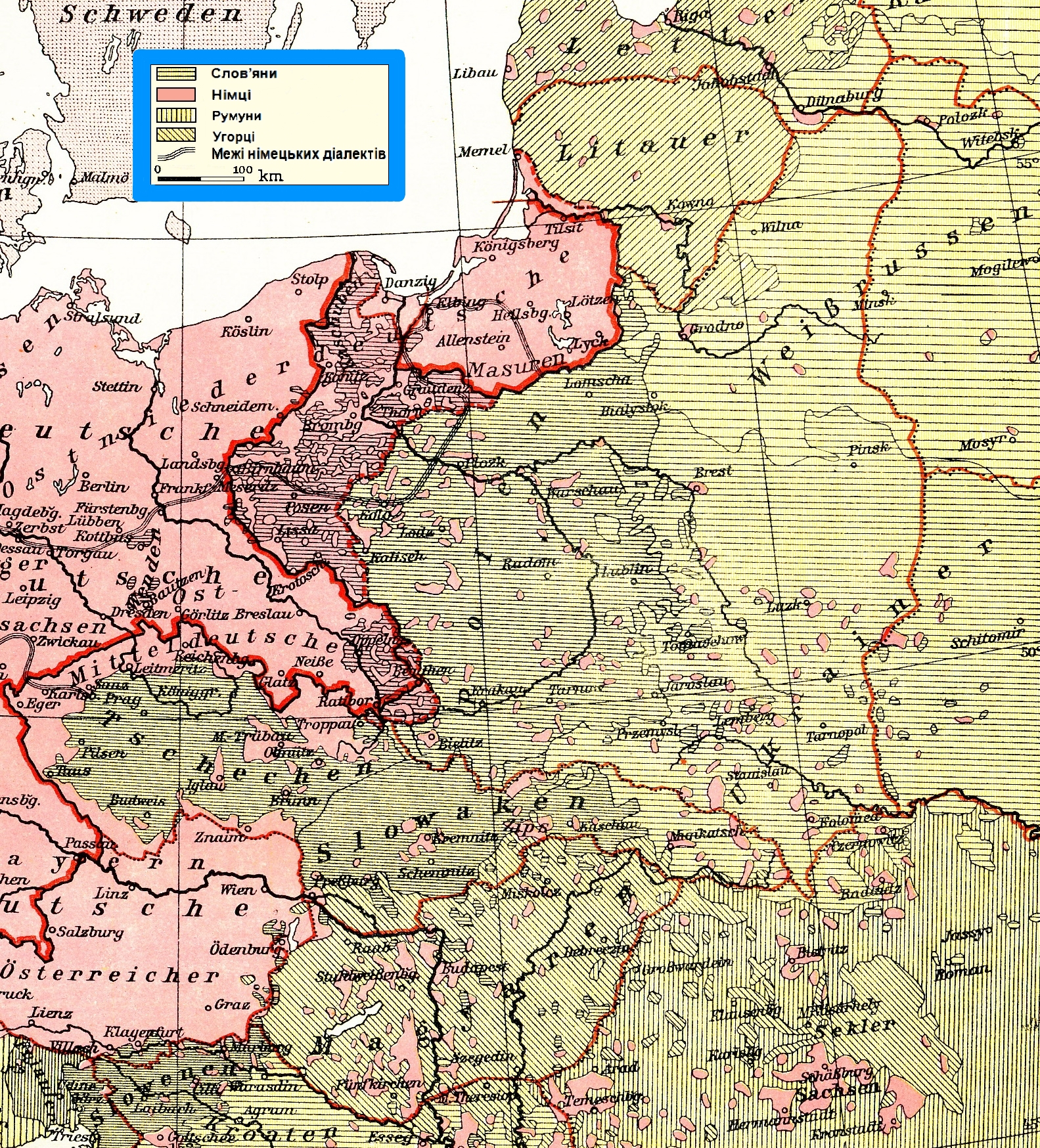
Розселення етносів у Центральній Європі станом на 1930 рік.

Список повітів, частину яких планувалося приєднати до суміжних наявних або новоприєднаних повітів: з Люблінської губернії: Костянтинівський повіт, Радзінський повіт і Красниставський повіт; з Гродненської губернії: Пружанський повіт; з Мінської губернії: Слуцький повіт.
У документах Української Держави виділяли окремо всю Холмську губернію з доданими до неї Берестейським, Більським, Кобринським, Пружанським повітами і частинами повітів Люблінської губернії. Офіційно Холмська губернія у складі Української держави була утворена 15 листопада 1918 року.
У цей період Польща за підтримки Франції та Великої Британії і військ Директорії УНР відкинула більшовицькі війська і здобула незалежність. 21 квітня 1920 р представниками Польщі і УНР був підписаний так званий Варшавський договір (договір Пілсудський — Петлюра). За ним в обмін на визнання незалежності УНР і військову допомогу Симон Петлюра погоджувався визнати українсько-польський кордон по річці Збруч і далі по Прип'яті до її гирла. За цим договором більша частина Волині відходила до Польщі. Проте очікуваної допомоги С. Петлюра не дочекався. 18 жовтня 1920 р. було підписане польсько-радянське перемир'я. Армія УНР — 23 тис. бійців — сама продовжувала боротьбу до 21 жовтня, але під тиском переважаючих більшовицьких сил відступила за Збруч у Польщу, де була інтернована.
Уряд Української Народної Республіки, очолюваний С. Петлюрою, був змушений емігрувати за кордон, ні на мить не полишаючи надії у майбутньому відтворенні держави України.
У ніч з 3 на 4 листопада 1921 р. Волинська група добровольців з інтернованої в Польщі армії УНР під проводом Ю. Тютюнника почала Другий зимовий похід і дійшла до Коростеня, який захопила, але не змогла втримати. Та 17 листопада повстанців оточила і розбила червона кавалерія. Частина вояків повернулася до Польщі. А 359 бійців більшовики розстріляли в м. Базар після того, як жоден не захотів «каятися».

### Польська і радянська доба
У вересні 1920 року Волинська земля потрапила під польську окупацію. В 1921 році, згідно з Ризьким мирним договором між По́льською Респу́блікою і СРСР, вона була розділена на Східну та Західну Волинь. Західна Волинь, Західне Полісся, Холмщина і Підляшшя були приєднані до Польської держави згідно з Ризьким мирним договором (1921 р.) між Польщею та Радянською Росією. Було створено Волинське воєводство з центром у Луцьку. Більшість східної Волині стала частиною Житомирської області УРСР.
Міжвоєнна Польща була відсталою аграрною країною. У 1921 р. 95 % українського населення Волині мешкали в селах, в містах домінували поляки і євреї. Скрутне економічне становище поглиблювалося ще й національним чинником. Для зміцнення польської присутності на східних кордонах Речі Посполитої в 1920 і 1925 рр. сейм ухвалив закони про надання землі польським офіцерам і солдатам, а також селянам за рахунок поділу маєтків російських поміщиків. Крім того, поділу підлягали державні і церковні володіння колишньої Російської імперії. В результаті полякам було роздано 800 тис. га найкращих земель і переселено майже 200 тис. осадників, ще 100 тис. спрямовано в міста як поліцаїв, чиновників і т. д. Розвиток промисловості на західноукраїнських землях польським урядом свідомо гальмувався.
На той час на Західній Волині, Західному Поліссі, Холмщині і Підляшші проживало понад 2 млн колишніх підданих Російської імперії. Вони належали до православної церкви, їх національний і політичний розвиток «тюрмою народів» Російською імперією був загальмований і знаходився фактично у зародковому стані. Зокрема, перепис 1921 р. засвідчив існування на Поліссі численної групи населення — бл. 700 тис. осіб, що не могли визначити, яка мова для них рідна — українська, білоруська чи польська. Себе вони називали «тутешніми», а свою мову — «тутешньою», «місцевою». Поляки ж термін «українець» заборонили вживати, натомість поширювали назви «русін», «рускі», «русінскі». Польсько-українську двомовність у краєвій адміністрації було ліквідовано. Для всієї Західної України ввели назву «Малопольська Всходня». Але колишній кордон між Австро-Угорщиною і Російською імперією поляки зберегли, щоб перешкоджати поширенню українського національного руху з більш європеізованого Королівства Галичини і Володимирії (складової частини колишньої Австро-Угорщини).
Зазнала переслідування православна церква, особливо на північно-західних землях. У ході примусового навернення до католицької віри тут було зруйновано прибл. 190 православних церков, а бл. 150 передано греко-католикам. У результаті з 389 православних церков, які діяли в 1914 р., вціліли лише 51.
У відповідь на революційні дії окремих екстремістських груп, які палили польські маєтки, уряд вдався до репресій проти всієї української спільноти, що набрали характеру антиукраїнських погромів і отримали офіційну назву «пацифікація» (умиротворення). Ліга Націй висловила за це свій осуд польському уряду. Проте режим Пілсудського скасував самоврядування в селах, перевів їх під владу польських чиновників і офіційно відмовився від забезпечення прав національних меншин. Це вело до зростання серед українців національної свідомості, посилення ворожості до поляків, загострення українсько-польських відносин.
Проте Польща, незважаючи на дискримінаційну політику щодо національних меншин, все ж була державою, заснованою на конституційних засадах. Тому українці тут попри свій статус другосортних громадян, перебували в кращому політичному становищі за українців східної Волині, яким судилося жити в СРСР. Після «добровільного» входження України в СРСР в 1920-х рр. у ній розпочалися процеси індустріалізації (який східної Волині мало торкнувся) і українізації (дерусифікації). Тому друга половина 1920-х років стала періодом значних зрушень у менталітеті українства. В УРСР стали повертатися багато діячів культури, які з різних причин опинилися за кордоном, а також сюди із Західної України перебралося чимало прихильників комуністичної ідеї. Проте вже в 1929 році розпочалася суцільна колективізація, її противники підлягали розстрілу, «куркулів» вивозили в Сибір. Позаяк селяни чинили опір, в 1932—1933 рр. комуністичним режимом був влаштований голодомор, який став прямим геноцидом українського народу. Представники інтелігенції і духовенства через безпідставні звинувачення і наклепи зазнали масових репресій, багато відомих українців загинули в сталінських концтаборах. Водночас у Польщі було 12 українських політичних партій, від крайніх лівих до крайніх правих. А в 1929 р. на установчому конгресі у Відні було проголошено створення Організації Українських Націоналістів — ОУН, яка своєю головною метою проголошувала встановлення незалежної соборної національної держави на всій українській етнічній території.

Наслідком Пакту Молотова — Ріббентропа, підписаного 23 серпня 1939 р., і таємного протоколу в додаток до нього, став початок другої світової війни. Вже 1 вересня 1939 року нацистська Німеччина напала на Польщу, 17 вересня на Польщу напав комуністичний СРСР. 27 вересня Варшава капітулювала і була поділена між Німеччиною і СРСР, в Бресті був проведений спільний парад. Західна Волинь орієнтовно по лінію Керзона була приєднана до України, 4 грудня 1939 року було створено Волинську і Рівненську області у складі УРСР. Але даремно народ радів визволенню від поляків, нова влада на Волині почала встановлювати радянські порядки. Всі політичні партії, крім більшовицької, були розігнані, як і всі інституції неполітичного характеру, ліквідована вільна українська преса. Розпочалось полювання на «ворогів народу», депортації без судів і слідства на Крайню Північ, Сибір, Далекий Схід. Була створена мережа тюрем. У газеті «Краківські вісті» від 7 серпня 1941 р. повідомлялося про Кременецьку тюрму, де було вимордувано 1500 українців, серед них 8 священиків та владика Симон. Згідно з повідомленнями очевидців, найстрашнішу смерть мав владика Симон.
Провівши його голим між ударами крісових прикладів, через вулиці Крем'янця до тюрми.., звироднілі енкаведисти обсмалили єпископові бороду, відрізали п'яти, ніс та язик, викололи очі… Такі ж звірства творилися в Луцьку і Дубні.

### Опір радянській і німецькій окупації
Українці стали рятуватися від репресій втечею в німецьку зону окупації, а ті, що залишалися під радянським режимом, намагалися протистояти зростаючим безчинствам. Єдиною політичною силою, що не лише зберегла свою структуру, а й значно розширила її, стала ОУН. Націоналісти поширювали антирадянські прокламації, вивішували синьо-жовті прапори, перешкоджали проведенню виборів та колективізації, вбивали представників радянської адміністрації тощо.
22 червня 1941 р. Німеччина напала на СРСР. З 23 по 29 червня на Волині на лінії Луцьк — Радивилів — Дубно — Рівне відбулась найбільша танкова битва другої світової війни, в якій, незважаючи на кількакратну чисельну перевагу, радянські війська були розгромлені і Волинь окупували німці. За наказом А. Гітлера 20 серпня 1941 року було створено райхскомісаріат Україна. Райхскомісаром України в тому ж наказі фюрер призначив гауляйтера і верховного президента Східної Пруссії Е. Коха, а центром райхскомісаріату визначив місто Рівне. Частина українців, наляканих комуністичними репресіями, зустрічала німців як визволителів. 30 червня 1941 р. ОУН Бандери організувала у Львові Українські національні збори, на яких проголосила Акт відновлення Української держави і сформувала уряд. Але німці вже на початку липня заборонили діяльність Правління, арештували Бандеру і інших провідних діячів ОУН і кинули їх у концтабір Заксенгаузен. Восени німці арештували бл. 2 тис. та розстріляли кілька сотень оунівців, після чого ОУН кинула клич до самооборонної боротьби, яка поширилась і на Волинь.
Ще раніше, 20 червня 1940 року за наказом Президента УНР в екзилі Андрія Лівицького уродженець Рівненщини Тарас Боровець (псевдонім Тарас Бульба) перетнув німецько-радянський кордон (переплив Буг), щоб сформувати та очолити УПА «Поліська Січ». Влітку 1941 року, в селі Немовичі Сарненського р-ну, що на Рівненщині, Отаманом Тарасом Бульбою було видано перший наказ про початок боротьби і створення повстанської армії — УПА. У цей час УПА нараховувала близько 10 тисяч осіб. Бульбівці воювали як проти нацистів, так і проти радянських військ, періодично співпрацюючи з однією із сторін. Невеликий проміжок часу повстанці контролювали частину Полісся, в районі штабу Січі — міста Олевська, проголосивши Олевську Республіку, а також провели ряд інших успішних операцій проти німецьких окупантів. Співпрацювали з ОУН Мельника. В липні 1943-го, внаслідок конфлікту з ОУН (б) на чолі з Шухевичем, (причому деякі соратники Боровця були розстріляні СБ ОУН(б)), аби відмежуватися від дій останніх УПА (Бульби) перейменовано на УНРА. Відтоді вона стала Українською Народно-революційною армією, але в зв'язку з арештом Т. Боровця та ув'язненні його в концтаборі Заксенгаузен у листопаді 1943 року, розвитку не набула, останніх учасників її було заарештовано НКВС у 1948 р.
Водночас, ще з осені 1942 року провід ОУН (б), хоча всі соратники С. Бандери були галичанами, зважив на ситуацію з УПА «Поліська Січ», створену Т. Боровцем і утворив свої власні збройні загони (Військові відділи С. Бандери) на Волині й Поліссі (члени фракції ОУН (м) були сформовані у Військові відділи А. Мельника). Новостворена після конфлікту з Т. Боровцем УПА ОУН (б) провадила свою діяльність, з весни (за іншими даними, з кінця) 1943 року, на територіях які входили до складу райхскомісаріату Україна (Генеральна округа Волинь-Поділля) — з кінця березня 1943, Холмщина — з осені 1943. Наприкінці січня 1944 УПА на Волині і в Поліссі була реорганізована в УПА-Північ. 27 січня 1944 Д. Клячківский (Клим Савур) стає командиром УПА-Північ, а Р. Шухевич — головнокомандувачем УПА. Найбільшої чисельності УПА досягла весною — на початку літа 1944-го — 25—30 тисяч бійців. Вона стала грізною військовою силою, яка повела боротьбу як проти німецьких загарбників, так і проти радянських партизанських формувань, оскільки вони представляли комуністичний режим на окупованих територіях і своїми діями викликали фашистські репресії проти мирного населення. Влітку 1943 р. УПА здійснила низку успішних боїв з окупаційними військами, на звільнених територіях УПА формувала українське державне правління, яке вирішувало земельні питання, створювало грошову систему, школи тощо.
Унікальним явищем в історії національно-визвольної боротьби була  Колківська республіка (березень/квітень-листопад 1943 року) — повстанська республіка площею приблизно у 2,5 тисячі квадратних кілометрів, що утворилася у квітні 1943 року на визволеній загонами УПА від нацистів території Генеральної округи Волинь-Поділля в районі, який охоплював населені пункти теперішніх Маневицького, Рожищенського, Ківерцівського районів Волинської області, Крім фашистів та радянських партизан, УПА змушена була вести тривалу боротьбу проти польської Армії Крайової, підпорядкованої польському уряду в Лондоні, який хотів тримати під контролем західноукраїнські землі. Це протистояння призвело до насильства, жертвами якого стали не тільки вояки, а й десятки тисяч мирних жителів з обох сторін. Протистояння тривало до 1947 р. Ця тема значно більше досліджена з боку польських істориків, які займаються цією проблемою від часу закінчення Другої світової війни, в той час як український визвольний рух за часів СРСР всіляко паплюжився. Окремі польські політики особливо спекулюють на темі «Волинська трагедія».
УПА активні бойові дії припинила 1953 року, перейшовши до підпільної боротьби. Окремі вогнища спротиву діяли до 1960-х років.
З 1943 по 1950 роки Головним Командиром УПА був генерал Роман Шухевич, з 1950 по 1954 рр. — Василь Кук.

### Другий прихід радянської влади
В березні 1944 р. війська 1-го Українського фронту провели Рівненсько-Луцьку операцію і звільнили від німців більшу частину Волині. Перед УПА постало складне питання: продовжувати боротьбу з більшовицьким режимом чи капітулювати? Провід ОУН-УПА, надіючись на зіткнення західних країн з СРСР, вирішив продовжувати боротьбу, але не втручатися у війну між німцями і совєтами. В південній Волині під час переходу об'єднаних загонів УПА чисельністю близько 5 тис. через лінію фронту відбувся найбільший бій із 30 тис. військом НКВС і фронтовими частинами, відомий як бій під Гурбами. Після виходу з оточення загони УПА були розосереджені по місцях дислокації. З приходом радянської влади вона взялася за знищення опору. Для боротьби з УПА були створені «істрєбітєльниє команди», названі в народі «яструбками» і створена мережа «сєкрєтних сотрудніков» — сексотів. Частими гостями по селах стали «чорні воронки», якими нкведисти їхали по чергову жертву сексотів. Усі, хто вийшов із лісу з «повинною», всупереч обіцянкам були відправлені в концтабори Півночі й Сибіру. Непричетні до ОУН чоловіки були насильно мобілізовані в Червону Армію і після недовгої голодної муштри відправлені на фронт гарматним м'ясом.
На той час євреїв на Волині майже не було — їх знищили німці. Поляків, які ще залишалися після етнічних протистоянь, під час організованої Головою Ради Міністрів Союзу Радянських Соціалістичних Республік, Секретарем Комуністичної Партії Союзу Радянських Соціалістичних Республік Йосипом Віссаріоновичем Сталіним разом із маріонетковим урядом Польщі репатріації було вивезено в Польщу. (Польщі було віддано також вотчину і місце поховання короля Данила Холмщину, а всіх українців, які жили там із діда-прадіда, було вивезено в Україну або під час операції «Вісла» депортовано у новонабуті райони Польщі.) Всіх селян почали зганяти в колгоспи, незгодних розкуркулювати і відправляти в Сибір та на Соловки. Вже в 60-х роках у більшість населених пунктів було проведено проводове радіо, яке безумовно розповідало про успіхи соціалістичного будівництва і про важке життя трудящих у капіталістичних країнах. З появою телебачення можливості комуністичної пропаганди значно зросли. У результаті в 70-х роках молодь вже не знала нічого про тризуб, прапор чи гімн України. Серед керівників освіти, сільського господарства, промисловості та культури: директорів, голів колгоспів та їхніх заступників поширювалась мода говорити російською мовою (майже всі вони були членами КПРС).
Радянська влада була нетерпимою до будь-якої релігії. Керівників церков, монахів із монастирів просто вивозили і знищували, а осередки народної віри перетворювали на музеї атеїзму. Таким «осередком освіти» став зокрема величезний костел Собор святих Петра і Павла (Луцьк). А у 1958 році комуністи розігнали ченців а сам Георгіївський монастир на Козацьких Могилах
використовувався колгоспом для утримання худоби.
Разом із тим почалися зрушення в економіці Волині. Завдяки тотальній зайнятості було освоєно Волинський кам'яно-вугільний басейн, збудовано ряд потужних промислових підприємств, наприклад: Луцький автозавод, Здолбунівський цементно-шиферний комбінат, Рівненське виробниче об'єднання «Азот», атомні електростанції у Вараші й Нетішині, ряд сільгоспмашинобудівних і деревообробних підприємств, розвинуту мережу автомобільних доріг і т. д. В 70-х і 80-х роках настала певна стабільність. Але товари, виготовлені в СРСР, були неякісними і внаслідок низької продуктивності праці відчувалась їх недостача. Колгоспи не забезпечували СРСР достатньою кількістю продовольства. Процвітали такі явища як дефіцит і блат. В магазинах були черги, особливо за імпортом. Все це спричинило кризу і розвал соціалістичної системи.

### У складі України
З 1991 року Волинь у незалежній Україні, проте радянський обласний поділ зберігся. Волинь роздроблена між кількома областями.

## Видатні особистості про Волинь
"Ціла та земля аж по Дніпро по Вінницю і Брацлав була Волинню. Поділля зосереди лось десь біля Кам'янця, Київ був тільки містом, а Волинь розумілася в той час широко на всі боки, і пізніша, тобто сучасна, Україна Бүла Волинню." - Польський історик Ю.Бартошевич

## Артефакти
- IV ст. до н. е. — Зимненське городище, або зимнівське городище[16][17][18] — один із найбільш ранніх укріплених пунктів на землях слов'ян у період раннього середньовіччя (VI—IX століття) в селі Зимному поблизу Володимира.

На думку Юрія Диби й Ігоря Мицька, Зимненське городище — найстарша слов'янська пам'ятка празько-корчацької культури (V—VII століття) укріпленого типу.
- X століття Чудотворна ікона Холмська ікона Божої Матері — особливо шанована християнами Західної України. Ікона знаходиться у музеї Волинської ікони в місті Луцьку.

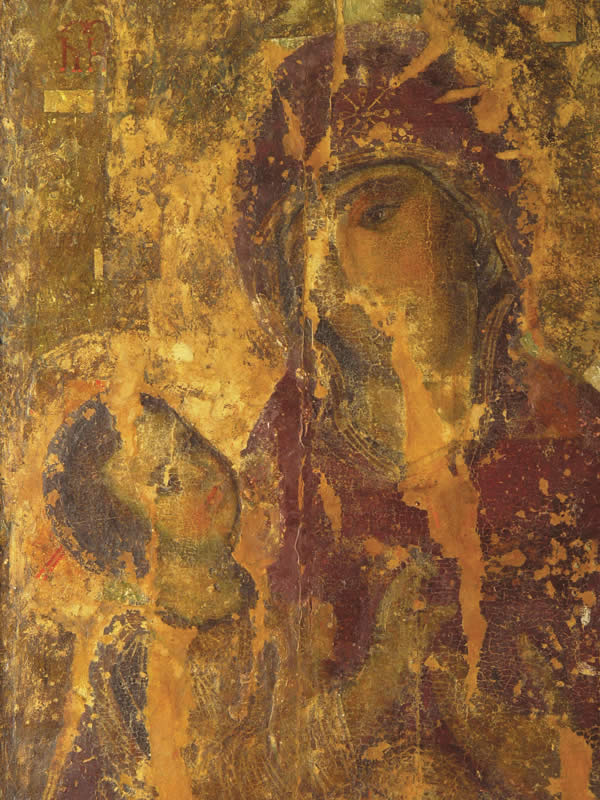
Ікона Холмська

- 1201 рік початку створення Галицько-Волинського літопису. Зберігся в Іпатіївському літописному зведенні. Охоплює події 1201—1292 років. Вважається головним джерелом з історії Галицько-Волинського князівства.
- 1340 рік заснування Луцького замку Любарта. Верхній замок Луцька, один із двох (частково) збережених замків міста, пам'ятка архітектури та історії національного значення. Один із найбільших, найдавніших[20] і найкраще збережених в Україні замків. Головний об'єкт історико-культурного заповідника «Старий Луцьк», культурний осередок та найстаріша споруда[21] Луцька.
- 1527 рік перша згадка про Почаївську Успенську лавру — православний чоловічий монастир у Почаєві, Кременецький район, Тернопільська область, зі статусом лаври. Найбільша православна святиня Волині. Друга в Україні, після Києво-Печерської лаври.
- 1576 рік заснування Острозької академії, розташованій у м. Острог, Рівненської області. З 2009 до 2014 року мав статус автономного дослідницького університету.
- 1580 рік видання Острозької Біблії — першого повного перекладу Біблії (як Нового Завіту так і Старого Завіту церковнослов'янською мовою. Переклад здійснено гуртком учених при Острозькій школі та видано в Острозі 1580—1581 року заходами князя Костянтин-Василя Острозького.
- 1616 р. почав будуватись Собор святих Петра і Павла (Луцьк), або Кафедральний костел святих апостолів Петра і Павла — пам'ятка архітектури національного значення, яка знаходиться в історико-культурному заповіднику «Старий Луцьк»[22] на вулиці Кафедральній у Луцьку. Костел і колегіум належали ордену єзуїтів і були збудовані для його потреб. Сьогодні колегіум використовується як навчальний заклад, а костел є кафедральним собором Луцької дієцезії.
- 2018 — засновано Музей сучасного українського мистецтва Корсаків — художній музей у Луцьку. Є найбільшим в Україні музеєм сучасного національного мистецтва. В ньому зібрані картини, графіка, скульптури, відеоматеріали, інсталяції починаючи із середини XX століття до сучасності.

## Видатні особистості
- Данило Романович — король Русі (1253—1264), правитель Галицько-Волинського князівства (1238—1264). Князь галицький (1205—1206, 1211—1212, 1230—1232, 1233—1234, 1238—1264), володимирський (1205—1208, 1215—1238). Останній самостійний Великий князь Київський (1239—1240). Представник роду Романовичів, гілки Волинських Мономаховичів із династії Рюриковичів.
- Петро Ратенський — Митрополит Київський і всієї Русі, святитель, чудотворець. Переніс київську митрополичу кафедру з Владимира-на-Клязьмі у 1325 році до Москви, через що російська агіографія іменує його першим Митрополитом Московським. Канонізований РПЦ в лику святителів.
- Михайло Василевич — писар литовський, староста мідницький, кревський, стоклішський[a], кормяловський[b] і упітський. Можливий переписувач старовинного Пересопницького Євангелія, на якому складають присягу президенти України.
- Дмитро Вишневецький (Байда) — українсько-литовський магнат на Волині, князь гербу Корибут з династії Гедиміновичів, козацький ватажок, гетьман. Урядник Польського Королівства (староста канівський і черкаський). Власник маєтків у містечку Вишнівець Крем'янецького повіту. Збудований ним замок на острові Мала Хортиця вважається прототипом Запорозької Січі.
- Ганна Гойська — руська шляхтянка, меценатка, фундаторка Почаївського монастиря, засновниця друкарні.
- Галшка Гулевичівна  — українська шляхтянка старовинного українського роду Гулевичів, меценатка, фундаторка Києво-Братського монастиря Київського Богоявленського братства та Київської братської школи, від якої веде історію Києво-Могилянська академія. Заповідала також гроші Луцькому Хресто-Воздвиженському братству. Опікувалась розвитком духовності та освіти.
- Короленко Володимир Галактіонович — російський письменник, журналіст, публіцист і громадський діяч.
- Федецький Альфред Костянтинович — український фотограф польського походження, перший український оператор хроніко-документальних фільмів.
- Грушевський Михайло Сергійович — український історик, громадський та політичний діяч. Голова Центральної Ради Української Народної Республіки (1917—1918). Член Історичного товариства ім. Нестора-Літописця, член Чеської АН (1914), почесний член Київського товариства старожитностей і мистецтв (1917), член-кореспондент ВУАН (1923) та АН СРСР (1929), багаторічний голова Наукового Товариства ім. Шевченка у Львові (1897—1913), завідувач кафедри історії Львівського університету (1894—1914), автор понад 2000 наукових праць.[6]
- Косач Лариса Петрівна псевдонім Леся Українка — українська письменниця, перекладач, діяч культури.
- Кримський Агатангел Юхимович — український історик, письменник і перекладач, один з організаторів Академії Наук України.
- Осецький Олександр Вікторович — український військовий діяч, генерал УНР.
- Остапенко Сергій Степанович — український економіст, державний і політичний діяч УНР.
- Липинський В'ячеслав Казимирович — український політичний діяч, історик, публіцист, теоретик українського консерватизму.
- Фещенко-Чопівський Іван Адріянович — вчений-металург, громадський і політичний діяч, міністр Центральної Ради та Директорії.
- Сальський Володимир Петрович — український військовий діяч, генерал-хорунжий Армії УНР.
- Катери́на Іванівна Десни́цька (* 27 квітня (9 травня) 1886, Луцьк — † 3 січня 1960, Париж) — принцеса Сіаму (тепер Таїланд) На Пхітсанулок, дружина сіамського принца Чакрабонґсе Буванаф (Чакрабона).
- Шандрук Павло Феофанович — український військовий діяч, генерал-хорунжий Армії УНР, командант УНА в роки Другої світової війни.
- Фанні Каплан (Фейга Хаїмівна Ройтблат) — учасниця російської революції 1917 року, член партії есерів. В офіційній радянській історіографії відома як виконавиця замаху на життя Леніна.
- Кравчук Михайло Пилипович, український математик, академік АН УРСР, доктор фізико-математичних наук, професор Київського політехнічного інституту. Один з засновників ЕОМ. Його розробки американці та японці застосували на телебаченні. Його учень, конструктор Сергій Корольов став світової слави вченим. Уже в 21 сторіччі ЮНЕСКО внесла ім'я Михайла Кравчука до переліку найвизначніших осіб.
- Лятошинський Борис Миколайович — український композитор, диригент і педагог, один із основоположників модернізму в українській класичній музиці.
- Черановський Борис Іванович — український радянський авіаконструктор.
- Корольов Сергій Павлович, Житомир, Волинська губернія — радянський академік АН СРСР. Засновник практичної космонавтики планети Земля. Створив перший у світі космічний штучний супутник Землі Супутник-1. Створив перший у світі пілотований космічний корабель «Восток-1». Реалізував перший у світі політ людини в космос — Юрія Олексійовича Гагаріна. Реалізував перший у світі вихід людини в космос Олексія Архиповича Леонова.
- Іва́н Са́вич Гончару́к (псевдо: «Лісовий»; нар. 22 червня 1925 року, с. Грудки, Каширський повіт, Поліське воєводство, Польська республіка — пом. 12 липня 1989 року, м. Київ, УРСР) — український військовик, вояк УПА, член ОУН, учасник боротьби за відновлення незалежности України. Іван Гончарук став останнім вояком УПА, страченим радянським режимом.
- Тарас Бульба-Боровець — діяч українського повстанського руху часів Другої світової війни, засновник УПА «Поліська Січ».
- Штуль-Жданович Олег Данилович — український політичний і військовий діяч.
- Кривенький Степан Федорович  — поет, самодіяльний композитор. Заслужений працівник культури України. Почесний громадянин Волині. Автор пісні «Волинь моя» своєрідного музичного гімну Волинської землі.
- Талашко Володимир Дмитрович — український актор та режисер. Народний артист України (22.08.2002). Член Національної Спілки кінематографістів України.